# Urbania
Urbania település Olaszországban, Marche régióban, Pesaro és Urbino megyében. Lakosainak száma 6836 fő (2023. január 1.). Urbania Acqualagna, Apecchio, Cagli, Fermignano, Peglio, Piobbico, Urbino és Sant’Angelo in Vado községekkel határos.

## Népesség
A település lakossága az elmúlt években az alábbi módon változott:
| Lakosok száma | 7071 | 7076 | 6836 |
|               | 2017 | 2018 | 2023 |